# Aulacorthum knautiae
Aulacorthum knautiae är en insektsart. Aulacorthum knautiae ingår i släktet Aulacorthum och familjen långrörsbladlöss. Inga underarter finns listade i Catalogue of Life.